# Big Noyd
Big Noyd (bürgerlich TaJuan Perry; * 7. Mai 1975 in New York City) ist ein US-amerikanischer Rapper aus New York. Big Noyd wurde durch seine Zusammenarbeit mit Mobb Deep bekannt, er hatte auf sieben Alben des Duos Gastauftritte.

## Leben
Big Noyd wuchs in Queensbridge – einer Sozialwohnungssiedlung in New York – auf. Dort traf er auf Havoc und Prodigy von Mobb Deep. Auf deren 1993 erschienenen Debütalbum Juvenile Hell hatte er seinen ersten Beitrag. Nach seinem Beitrag in Give Up The Goods (Just Step) auf dem Album The Infamous bekam er einen Plattenvertrag von Tommy Boy Records angeboten. Sein Debütalbum erschien 1996 und enthielt Gastbeiträge von Rappern aus dem Umfeld von Mobb Deep. Da Big Noyd während der Produktion des Albums inhaftiert wurde, waren nur 11 Lieder auf dem Album.
2003 brachte er sein zweites Album Only the Strong auf dem Markt, während seine damalige Plattenfirma Landspeed Records in Konkurs ging. Sein drittes Album veröffentlichte er 2004 independent.

## Diskografie
- 1996: Episodes of a Hustla (Tommy Boy), R&B/Hip-Hop Chart Position: #59[3]
- 2003: Only the Strong (Landspeed Records) R&B/Hip-Hop Chart Position: #45[4]
- 2005: On the Grind
- 2006: The Stickup Kid
- 2008: Illustrious
- 2010: Queens Chronicle